# Salvazaon saginatum
Salvazaon saginatum là một loài bọ cánh cứng trong họ Cerambycidae.